# 팀 주치의
팀 주치의(Team physician)은 국가대표팀, 프로스포츠 구단 등등 스포츠 팀에서 선수들을 전문적으로 치료하는 의사를 의미한다.
스포츠 팀의 팀 주치의는 스포츠 팀의 의료진과 의료 서비스를 조정하는 의사이다. 이들은 또한 팀 구성과 관련된 활동의 대상이 된다. 팀 주치의의 목표는 성과와 전반적인 건강을 개선하는 것이다. 주치의는 정형외과, 내과, 가정의학 또는 응급의학 분야에서 훈련을 받았다. 이들은 또한 운동 활동에 대한 지원을 향상시키기 위해 영양 및 활동으로 부상 예방에 중점을 둔다. 팀 주치의가 되기 위한 조건은 학부 4년, 의과대학 4년, 레지던트 4~5년, 펠로우십 1년이다.

## 같이 보기
- 스포츠 의학